# Koçarlı
Koçarlı ist ein Landkreis (İlçe) der türkischen Provinz Aydın und zusammen mit der Kreisstadt gleichzeitig ein Stadtbezirk der 2012 geschaffenen Büyükşehir belediyesi Aydın (Großstadtgemeinde/Metropolprovinz). Koçarlı liegt etwa 15 Kilometer südwestlich der Provinzhauptstadt Aydın, am Übergang der Beşparmak Dağları zur Ebene des Büyük Menderes. Laut Stadtlogo erhielt der Ort 1946 den Status einer Belediye (Gemeinde)
Seit einer Gebietsreform 2014 ist der Landkreis flächen- und einwohnermäßig identisch mit der Kreisstadt, alle ehemaligen Dörfer und Gemeinden des Kreises wurden Mahalle (Ortsteile) der Stadt.